# بلونطياوات
البلونطياوات (الاسم العلمي: Belontiinae) هي أسرة من الأسماك تتبع الفصيلة الجورامية من رتبة الفرخيات.

## أجناسها
يتبع لهذه الأسرة جنس وحيد هو:
- البلونطيا